# Estação Triagem
Triagem é uma estação de trem da Zona Norte do Rio de Janeiro.

## História
A estação de Triagem foi inaugurada em 1910. Seu nome original era Parada Silva e Souza, de acordo com Hélio Suevo Rodrigues, em A Formação das Estradas de Ferro do Rio de Janeiro, Memória do Trem, 2004).
O prédio atual que substituiu o original foi construído em 1967, e está hoje muito próximo da estação do metrô, de mesmo nome, pois existiam duas estações Triagem, uma de passageiros, outra de cargas, distantes pouco mais de 500 metros uma da outra. Até meados dos anos 1960, serviu também como estação da E. F. Rio do Ouro, encampada no final dos anos 1920 pela E. F. Central do Brasil. Atualmente se destina aos metropolitanos controlados pela SuperVia.

## Plataformas
Plataforma 1A: Sentido Belford Roxo 
Plataforma 1B: Sentido Central do Brasil 
Plataforma 2C: Sentidos Gramacho e Saracuruna 
Plataforma 2D: Sentido Central do Brasil